# Alberto Cristofori (scrittore)
Alberto Cristofori (Milano, 21 dicembre 1961) è uno scrittore e traduttore italiano.

## Biografia
È autore di romanzi, racconti, libri per ragazzi, edizioni di classici e manuali per la scuola.
Nel programma Masterpiece, talent letterario di Rai 3, ha svolto il ruolo di editor . Ha tradotto opere di Patrick McGrath, Don Winslow, Philip K. Dick, Antoine de Saint-Exupéry, Thomas Piketty, Quentin Tarantino, Luis Bunuel, George A. Romero e Abdulrazak Gurnah per Bompiani, Garzanti e La nave di Teseo. Con Ultimo viaggio di Odoardo Bevilacqua ha vinto nel 2014 il Premio Comisso. Nel 2017 ha fondato con Manuela Galassi la casa editrice per ragazzi Albe Edizioni, vincitrice nel 2018, con Hachiko. Il cane che aspettava di Lluís Prats Martínez  (tradotto dallo stesso Cristofori), della terza edizione del Premio Strega Ragazze e Ragazzi, nella categoria +6, rivolta ai lettori dai 6 ai 10 anni. Nel 2022 ha pubblicato per La nave di Teseo una traduzione annotata e commentata dell'Antologia di Spoon River di Edgar Lee Masters. Nel 2024 ha pubblicato per Edizioni LOW di Piacenza un'edizione commentata del Canto di me stesso di Walt Whitman che ha ottenuto il Premio Poesia al Pisa Book Translation Awards 2025.

## Opere principali
- Ultimo viaggio di Odoardo Bevilacqua, Milano, Bompiani, 2013
- Nudità, Milano, Bompiani, 2017
- Giupì Pelat, Milano, Albe Edizioni, 2017
- La traduzione letteraria. Esperienze e metodo, Lucca, Maria Pacini Fazzi editore, 2023
- Giovanni Boccaccio, Decamerone in italiano contemporaneo, a cura di A.C., Milano, La nave di Teseo, 2025